# 巴斯克飲食

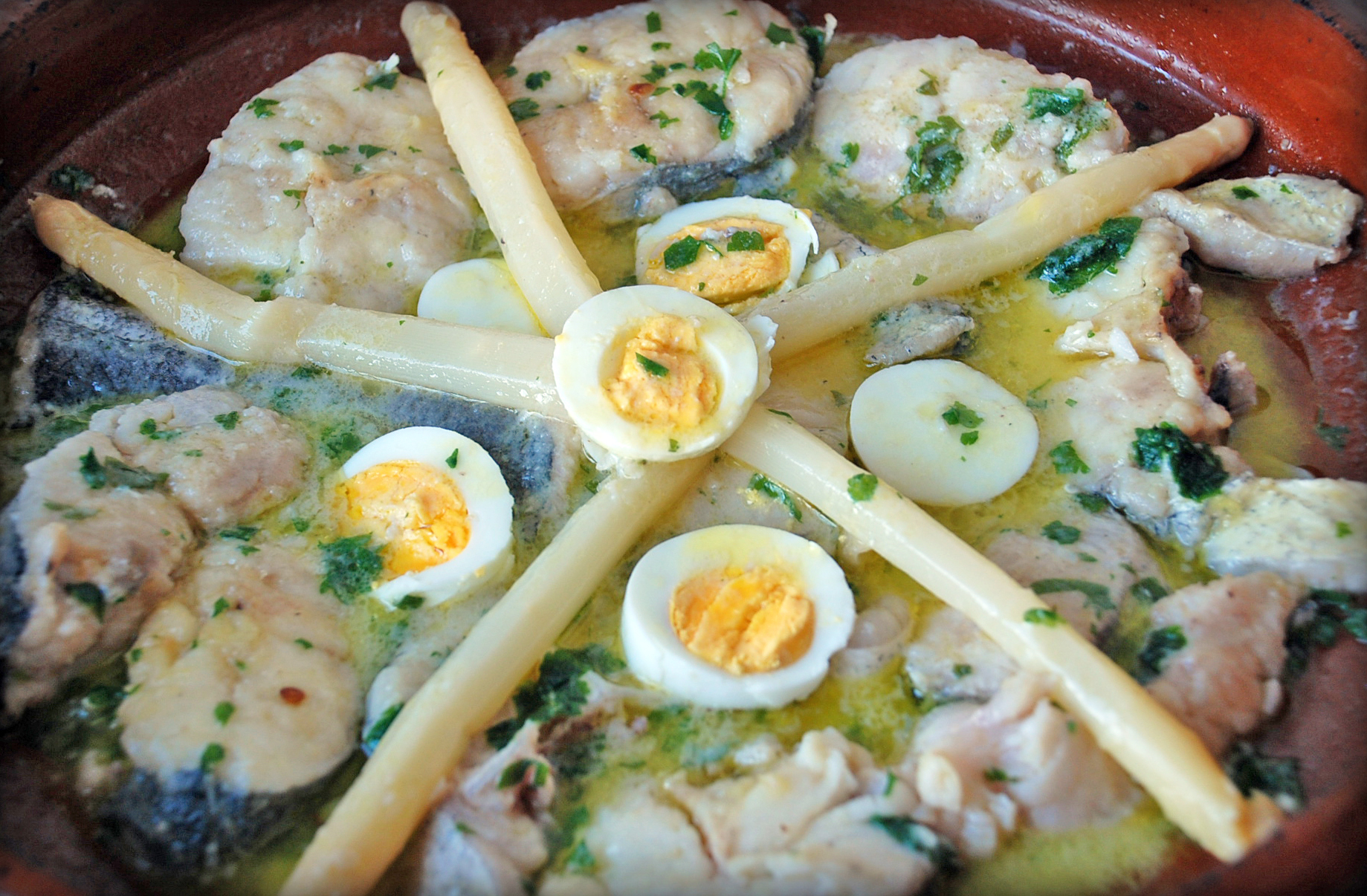
鱈魚料理

巴斯克飲食（Euskal sukaldaritza）是指居住證西班牙和法國的巴斯克人的飲食文化。巴斯克地區在臨海的同時多山，因此飲食文化也可以分為以魚類為主的沿海地區的飲食文化和以肉類、蔬菜、豆類、淡水魚為主的內陸的飲食文化。巴斯克飲食也受到法國和西班牙的很強影響。南巴斯克和北巴斯克各有在對方較為罕見的食物。1970年代至1980年代，巴斯克人廚師受到法國飲食的影響，開始將更多法國飲食文化的特徵帶入巴斯克飲食，也是的巴斯克飲食文化發生了新的變化。此外，在外國的巴斯克人廚師也將巴斯克飲食文化帶至世界。

## 新巴斯克料理

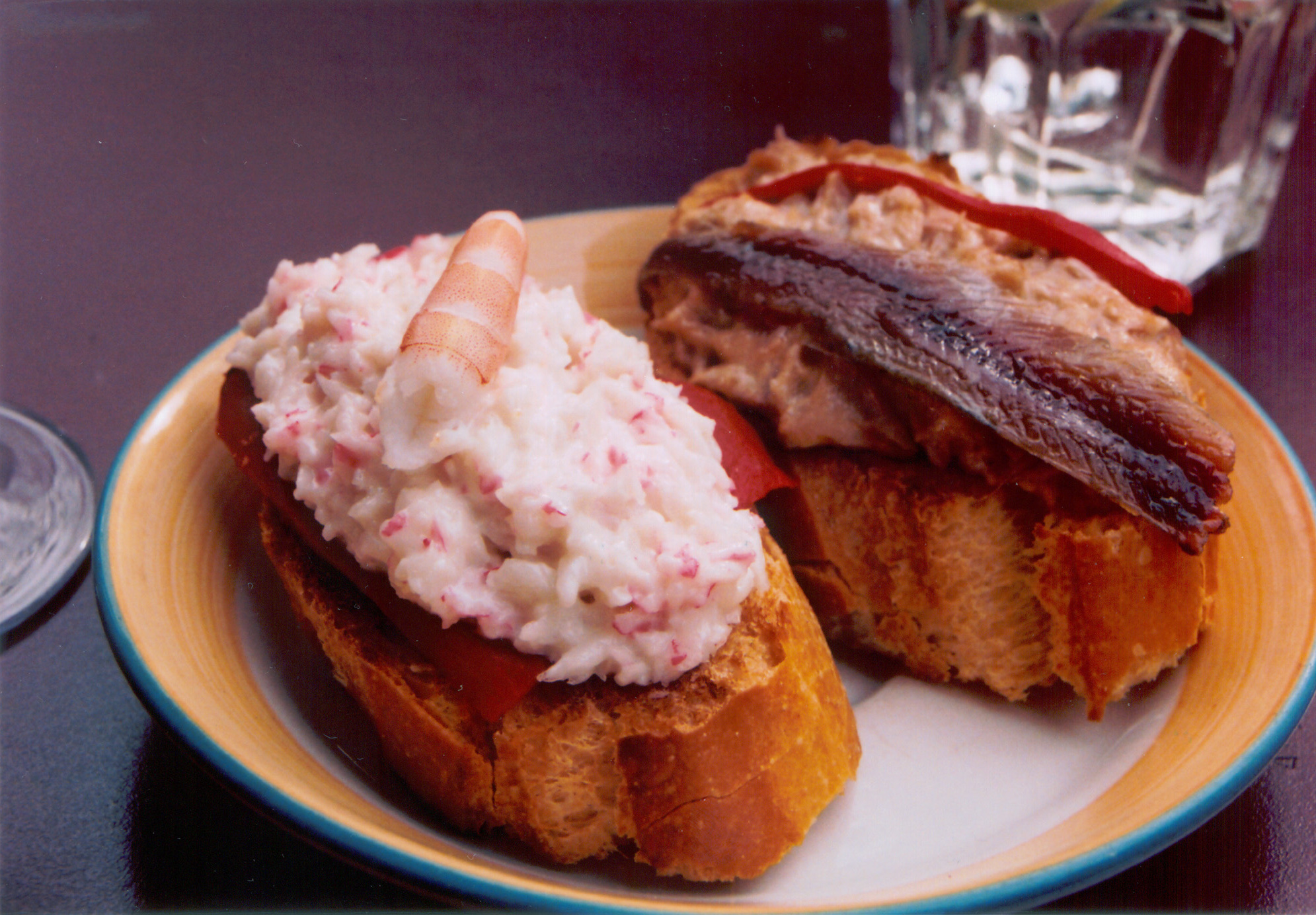
輕食，塔帕斯的一種